# Список глав Буркина-Фасо
Список глав Буркина-Фасо включает лиц, являвшихся таковыми в Буркина-Фасо; до 4 августа 1984 года страна называлась Республика Верхняя Вольта (фр. République de Haute-Volta), в годы, предшествовавшие обретению независимости, — Вольтийская Республика (фр. République voltaïque).
В списке принято выделение периодов в соответствии с официальным названием государства, при этом в историографии также используется их выделение по времени действия конституций (по аналогии с выделением периодов истории Французской республики):
- Первая республика (фр. La 1re république) — Конституция 27 ноября 1960 года;
- Вторая республика (фр. La 2e république) — Конституция 14 июня 1970 года;
- Третья республика (фр. La 3e république) — Конституция 27 ноября 1977 года;
- Четвёртая республика (фр. La 4e république) — Конституция 2 июня 1991 года.

В настоящее время государство возглавляет Президент Буркина-Фасо (фр. Président du Burkina Faso). Конституция Четвёртой республики для наименования поста главы государства использует специальный термин «président du Faso», который можно передать как «Президент Отечества» (термин «фасо» буквально означает «земля моего отца» и относится в этом случае к политической системе, республиканской в основе).
Применённая в первом столбце таблиц нумерация является условной. Также условным является использование в первых столбцах цветовой заливки, служащей для упрощения восприятия принадлежности лиц к различным политическим силам без необходимости обращения к столбцу, отражающему партийную принадлежность. Также отражён различный характер полномочий главы государства (например, единый срок нахождения во главе государства Абубакара Сангуле Ламизаны в 1966—1980 годах разделён на периоды, когда он являлся президентом Временного военного правительства и период, когда он осуществлял полномочия президента). В столбце «Выборы» отражены состоявшиеся выборные процедуры или иные основания, по которым лицо стало главой государства. Наряду с партийной принадлежностью, в столбце «Партия» также отражён внепартийный (независимый) статус персоналий или принадлежность к вооружённым силам, если они играли самостоятельную политическую роль.

## Вольтийская Республика (автономия, 1959—1960)
После создания 11 декабря 1958 года входящей во Французское сообщество Автономной Республики Верхняя Вольта (фр. République autonome de Haute-Volta, также именуемой с 1959 года Вольтийская Республика, фр. République voltaïque), к власти пришёл победивший на состоявшихся 19 апреля 1959 года выборах в Территориальную ассамблею Вольтийский демократический союз — Африканское демократическое собрание. 11 декабря 1959 года премьер-министр Морис Ямерого на заседании парламента был избран президентом республики (с упразднением поста премьер-министра). В январе 1960 года все оппозиционные партии были запрещены, в стране была создана однопартийная система. 5 августа 1960 года была провозглашена независимость Республики Верхняя Вольта (фр. République de Haute-Volta).
|        | Портрет | Имя (годы жизни)                                                                           | Полномочия      | Полномочия     | Партия                                                                  | Выборы | Пр.         |
| Начало | Портрет | Имя (годы жизни)                                                                           | Окончание       |                | Партия                                                                  | Выборы | Пр.         |
| ------ | ------- | ------------------------------------------------------------------------------------------ | --------------- | -------------- | ----------------------------------------------------------------------- | ------ | ----------- |
| 1 (I)  |         | Морис Ямеого (1921—1993) фр. Maurice Yaméogo урожд. Навалагма Ямеого фр. Nawalagma Yaméogo | 11 декабря 1959 | 5 августа 1960 | Вольтийский демократический союз — Африканское демократическое собрание | 1959   | [ 6 ] [ 7 ] |

## Республика Верхняя Вольта (1960—1984)
После провозглашения 5 августа 1960 года независимости Республики Верхняя Вольта (фр. République de Haute-Volta) в стране существовала однопартийная система с правящим Вольтийским демократическим союзом — Африканским демократическим собранием, лидер которого Морис Ямеого являлся президентом страны. 3 октября 1965 года он был переизбран на безальтернативных выборах. 3 января 1966 года на фоне массовых протестов произошёл военный переворот; во главе созданного Временного военного правительства встал начальник штаба национальной армии подполковник Сангуле Ламизана. Принятая на состоявшемся 14 июня 1970 года референдуме новая конституция («Второй республики») сохранила на 4 года за С. Ламизаной полномочия главы государства в качестве президента и восстановила многопартийную систему. В условиях обострения межпартийной борьбы 8 февраля 1974 года С. Ламизана приостановил действие конституции и сместил с поста премьер-министра Жерара Уэдраого, приняв на себя его полномочия. На референдуме, состоявшемся 27 ноября 1977 года, была принята новая конституция («Третьей республики»), допустившая функционирование в стране только трёх партий. На последовавших президентских выборах С. Ламизана одержал победу во втором туре (прошедшем 28 мая 1978 года).
25 ноября 1980 года он был свергнут в результате бескровного переворота, организованного главой военной разведки полковником Сеи Зербо, сформировавшим Военный комитет возрождения во имя национального прогресса (фр. Comité militaire de redressement pour le progrès national) и прекратившим действие конституции.
7 ноября 1982 года в результате нового переворота власть перешла к группе младших офицеров, которые на следующий день назначили главой Временного комитета национального возрождения (фр. Comité intérimaire du salut national) военного врача майора Жан-Батиста Уэдраого. 26 ноября 1982 года он был провозглашён главой государства (фр. Chef d'état) и 10 января 1983 года назначил премьер-министром придерживающегося радикально левых взглядов капитана Тому Санкару. Под влиянием визита в страну Жана-Кристофа Миттерана, сына президента Франции Ф. Миттерана и его советника по делам Африки, «слишком радикальный» Т. Санкара 15 мая 1983 года был снят со своего поста и помещён под домашний арест; близкие к нему офицеры также были арестованы.

Герб (1984—1991)

Арест популярного главы правительства вызвал восстание жителей бедных районов Уагадугу, которое было подавлено, но сделало положение властей крайне неустойчивым. 4 августа 1983 года в результате военного переворота, поддержанного населением столицы Т. Санкара стал председателем Национального революционного комитета и главой государства (фр. Président du Conseil national de la révolution et Chef d'état) и приступил к реализации программы «демократической и народной революции».
4 августа 1984 года по инициативе Т. Санкары страна была переименована в Буркина-Фасо.
|                | Портрет        | Имя (годы жизни)                                                                                                  | Полномочия     | Полномочия     | Партия                                                                  | Выборы | Должность | Пр.           |
| Начало         | Портрет        | Имя (годы жизни)                                                                                                  | Окончание      |                | Партия                                                                  | Выборы | Должность | Пр.           |
| -------------- | -------------- | --- | -------------- | -------------- | ----------------------------------------------------------------------- | --- | --- | ------------- |
| 1 (I—II)       |                | Морис Ямеого (1921—1993) фр. Maurice Yaméogo урожд. Навалагма Ямеого фр. Nawalagma Yaméogo                        | 5 августа 1960 | 3 октября 1965 | Вольтийский демократический союз — Африканское демократическое собрание | [ комм. 3 ]                                                                                               | президент фр. Président | [ 6 ] [ 7 ]   |
| 1 (I—II)       | 3 октября 1965 | Морис Ямеого (1921—1993) фр. Maurice Yaméogo урожд. Навалагма Ямеого фр. Nawalagma Yaméogo                        | 3 января 1966  | 1965           | Вольтийский демократический союз — Африканское демократическое собрание | | президент фр. Président | [ 6 ] [ 7 ]   |
| 2 (I—IV)       |                | подполковник, с 1967 года бригадный генерал Абубакар Сангуле Ламизана (1916—2005) фр. Aboubakar Sangoulé Lamizana | 3 января 1966  | 14 июня 1970   | военный                                                                 | [ комм. 5 ]                                                                                               | президент Временного военного правительства фр. Président du gouvernement militaire provisoire                                                    | [ 13 ] [ 14 ] |
|                | 14 июня 1970   | подполковник, с 1967 года бригадный генерал Абубакар Сангуле Ламизана (1916—2005) фр. Aboubakar Sangoulé Lamizana | 8 февраля 1974 | независимый    | [ комм. 6 ]                                                             | президент фр. Président                                                                                   | | [ 13 ] [ 14 ] |
| 8 февраля 1974 | 28 мая 1978    | подполковник, с 1967 года бригадный генерал Абубакар Сангуле Ламизана (1916—2005) фр. Aboubakar Sangoulé Lamizana | [ комм. 7 ]    | независимый    |                                                                         | президент фр. Président                                                                                   | | [ 13 ] [ 14 ] |
| 28 мая 1978    | 25 ноября 1980 | подполковник, с 1967 года бригадный генерал Абубакар Сангуле Ламизана (1916—2005) фр. Aboubakar Sangoulé Lamizana | 1978           | независимый    |                                                                         | президент фр. Président                                                                                   | | [ 13 ] [ 14 ] |
| 3              |                | полковник Сеи Зербо (1932—2013) фр. Saye Zerbo                                                                    | 25 ноября 1980 | 7 ноября 1982  | военный                                                                 | [ комм. 10 ]                                                                                              | президент Военного комитета возрождения во имя национального прогресса фр. Président du Comité militaire de redressement pour le progrès national | [ 15 ] [ 16 ] |
| 4 (I—III)      |                | майор Жан-Батист-Филипп Уэдраого (1942—) фр. Jean-Baptiste Philippe Ouédraogo                                     | 8 ноября 1982  | 11 ноября 1982 | военный                                                                 | [ комм. 11 ]                                                                                              | временный президент Временного комитета национального спасения фр. Président par intérim du Comité provisoire du salut national                   | [ 17 ] [ 18 ] |
| 4 (I—III)      | 11 ноября 1982 | майор Жан-Батист-Филипп Уэдраого (1942—) фр. Jean-Baptiste Philippe Ouédraogo                                     | 26 ноября 1982 | [ комм. 12 ]   | военный                                                                 | президент Временного комитета национального спасения фр. Président du Comité provisoire du salut national | | [ 17 ] [ 18 ] |
| 4 (I—III)      | 26 ноября 1982 | майор Жан-Батист-Филипп Уэдраого (1942—) фр. Jean-Baptiste Philippe Ouédraogo                                     | 4 августа 1983 | [ комм. 14 ]   | военный                                                                 | глава государства фр. Chef d'état                                                                         | | [ 17 ] [ 18 ] |
| 5              |                | капитан Тома-Изидор-Ноэль Санкара (1949—1987) фр. Thomas Isidore Noël Sankara                                     | 4 августа 1983 | 4 августа 1984 | военный                                                                 | [ комм. 16 ]                                                                                              | президент Национального революционного комитета и глава государства фр. Président du Conseil national de la révolution et Chef d'état             | [ 19 ] [ 20 ] |

## Буркина-Фасо (с 1984)
4 августа 1984 года по инициативе Томы Санкары, президента Национального революционного комитета и главы государства, Республика Верхняя Вольта была переименована в Буркина-Фасо. 15 октября 1987 года произошёл военный переворот, организованный сподвижником Т. Санкары капитаном Блезом Компаоре, заявившим, что «африканский Че Гевара» поставил под угрозу отношения с Францией и соседним Кот-д’Ивуаром. В ходе переворота Т. Санкара и ещё 12 человек были убиты. Компаоре провозгласил создание Народного фронта, который возглавил, а 31 октября 1987 года объявил себя также главой государства. В апреле 1989 года близкий к Б. Компаоре Союз буркинийских коммунистов и несколько других марксистских групп создали правительственную Организацию за народную демократию — рабочее движение. В марте 1991 года Организация за народную демократию — рабочее движение объявила о прекращении своей ориентации на марксизм. 9 июня 1991 года по её инициативе прошёл референдум, одобривший новую конституцию («Четвёртой республики»), установившую 7-летний срок президентских полномочий с правом однократного переизбрания. После победы Б. Компаоре на бойкотированных основной оппозицией президентских выборах 1991 и 1998 года, в конституцию были внесены изменения, уменьшившие срок полномочий президента до 5 лет, что позволило Б. Компаоре участвовать и победить на последовавших выборах 2005 и 2010 года.
6 февраля 1996 года Организация за народную демократию — рабочее движение вместе с 9 другими поддерживающими президента партиями объединилась в Конгресс за демократию и прогресс. Компаоре объявил об отставке 31 октября 2014 года в результате восстания, спровоцированного его попыткой вновь внести изменения в конституцию, позволяющие ему баллотироваться на очередной 5-летний срок. В тот же день о принятии на себя полномочий главы государства объявил командующий национальной армией генерал Оноре Траоре. 1 ноября 2014 года военные объявили о назначении главой государства подполковника Исаака Зиду, экс-начальника охраны президента Компаоре, призванного в кратчайший срок сформировать переходное правительство с участием гражданских лиц. Состав такого правительства с участием военных и гражданских лиц был согласован 18 ноября 2014 года, его возглавил дипломат Мишель Кафандо.

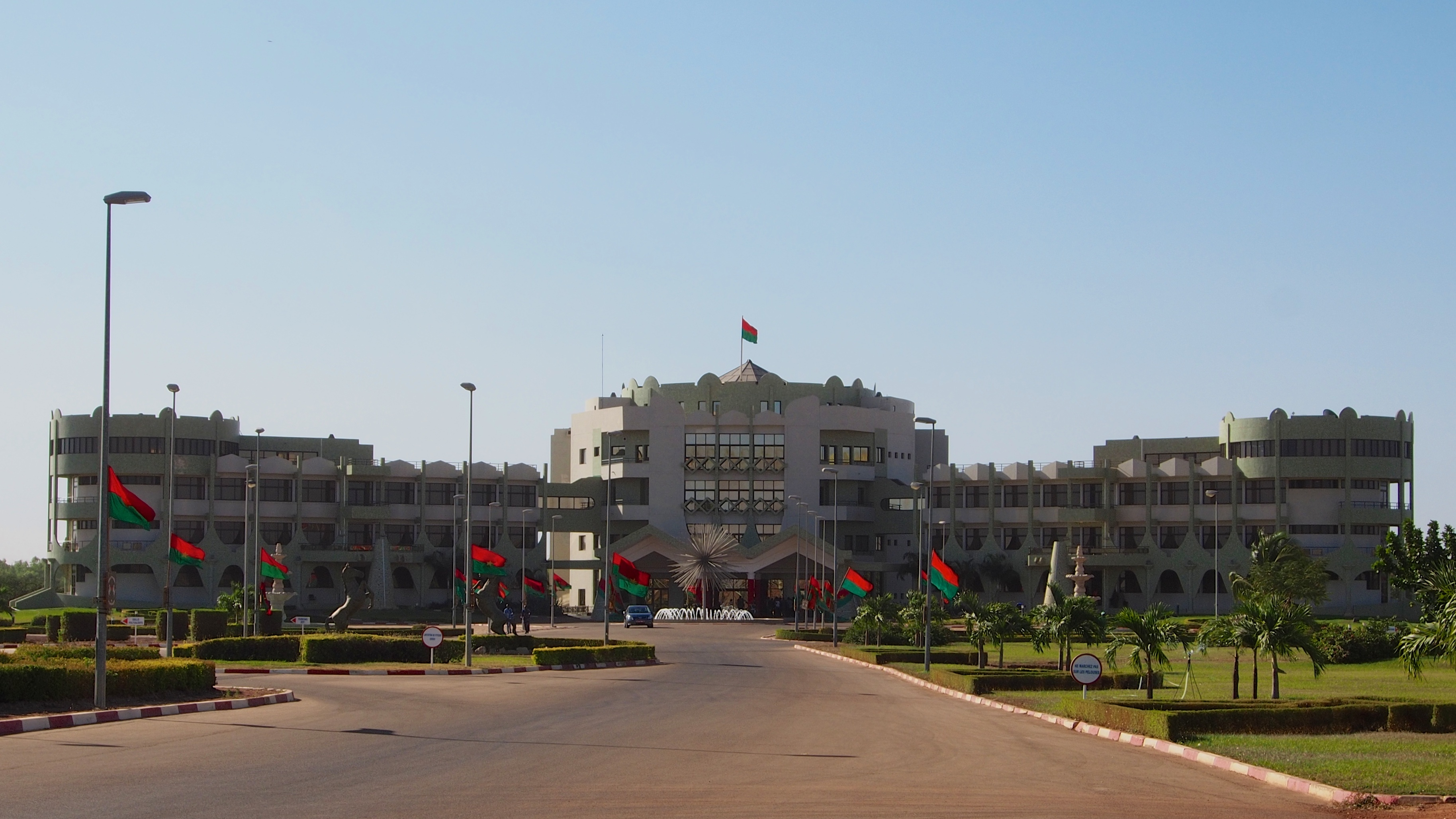
Дворец Косиан, резиденция президента

После того, как 14 сентября 2015 года комиссия по национальному примирению и реформам предложила распустить полк президентской безопасности (автономную от армии спецслужбу), 16 сентября 2015 года силы полка арестовали в здании правительства М. Кафандо и премьер-министра И. Зиду. 17 сентября 2015 года было объявлено о роспуске Переходного национального совета (временного парламента) и правительственных учреждений и о создании Национального совета за демократию под руководством командира полка бригадного генерала Жильбера Дьендере. С другой стороны, оставшийся на свободе президент Переходного национального совета Шериф Си принял на себя полномочия главы государства «до восстановления демократии в стране». Организаторы переворота не смогли заручиться широкой поддержкой и 23 сентября 2015 года подписали соглашение с представителями регулярной армии о том, что путчисты вернутся в свои казармы, а армейские части покинут столицу, после чего М. Кафандо вернулся к своим обязанностям.
По результатам состоявшихся 29 ноября 2015 года выборов победу в 1 туре одержал Рок Марк Кристиан Каборе, который был приведён к президентской присяге 29 декабря 2015 года. 24 января 2022 года группа военных объявила об аресте Каборе и членов его кабинета и переходе управления страной к сформированному ими Патриотическому движению за защиту и восстановление во главе с подполковником Полем-Анри Сандаого Дамибой, который 16 февраля 2022 года был объявлен президентом фасо и главой государства решением конституционного суда. 30 сентября 2022 года Патриотическое движение за сохранение и восстановление объявило об отстранении П.-А. Дамибы и назначении своим лидером капитана Ибрагима Траоре
|                 | Портрет         | Имя (годы жизни)                                                              | Полномочия       | Полномочия       | Партия                                                | Выборы | Должность | Пр.           |
| Начало          | Портрет         | Имя (годы жизни)                                                              | Окончание        |                  | Партия                                                | Выборы | Должность | Пр.           |
| --------------- | --------------- | ----------------------------------------------------------------------------- | ---------------- | ---------------- | ----------------------------------------------------- | --- | --- | ------------- |
| 5               |                 | капитан Тома-Изидор-Ноэль Санкара (1949—1987) фр. Thomas Isidore Noël Sankara | 4 августа 1984   | 15 октября 1987  | военный                                               | [ комм. 19 ] | президент Национального революционного комитета и глава государства фр. Président du Conseil national de la révolution et Chef d'état      | [ 19 ] [ 20 ] |
| 6 (I—VIII)      |                 | капитан Блез Компаоре (1951—) фр. Blaise Compaoré                             | 15 октября 1987  | 31 октября 1987  | военный                                               | [ комм. 20 ] | президент Народного фронта фр. Président du Front populaire                                                                                | [ 32 ] [ 33 ] |
| 6 (I—VIII)      | 31 октября 1987 | капитан Блез Компаоре (1951—) фр. Blaise Compaoré                             | 24 декабря 1991  | [ комм. 21 ]     | военный                                               | президент Народного фронта и глава государства фр. Président du Front populaire et Chef d'état | | [ 32 ] [ 33 ] |
|                 | 31 октября 1987 | капитан Блез Компаоре (1951—) фр. Blaise Compaoré                             | 24 декабря 1991  | [ комм. 21 ]     | Организация за народную демократию — рабочее движение | президент Народного фронта и глава государства фр. Président du Front populaire et Chef d'état | | [ 32 ] [ 33 ] |
|                 | 24 декабря 1991 | капитан Блез Компаоре (1951—) фр. Blaise Compaoré                             | 22 декабря 1998  | 1991             | президент фасо фр. Président du Faso                  | | | [ 32 ] [ 33 ] |
|                 | 24 декабря 1991 | капитан Блез Компаоре (1951—) фр. Blaise Compaoré                             | 22 декабря 1998  | 1991             | президент фасо фр. Président du Faso                  | Конгресс за демократию и прогресс | | [ 32 ] [ 33 ] |
| 22 декабря 1998 | 20 декабря 2005 | капитан Блез Компаоре (1951—) фр. Blaise Compaoré                             | 1998             |                  | президент фасо фр. Président du Faso                  | | | [ 32 ] [ 33 ] |
| 20 декабря 2005 | 25 ноября 2010  | капитан Блез Компаоре (1951—) фр. Blaise Compaoré                             | 2005             |                  | президент фасо фр. Président du Faso                  | | | [ 32 ] [ 33 ] |
| 25 ноября 2010  | 31 октября 2014 | капитан Блез Компаоре (1951—) фр. Blaise Compaoré                             | 2010             |                  | президент фасо фр. Président du Faso                  | | | [ 32 ] [ 33 ] |
| 7               |                 | генерал Набере-Оноре Траоре (1957—) фр. Nabéré Honoré Traoré                  | 31 октября 2014  | 1 ноября 2014    | военный                                               | [ комм. 25 ] | глава государства фр. Chef d'état | [ 34 ] [ 35 ] |
| 8               |                 | подполковник Исаак-Йакуба Зида (1965—) фр. Isaac Yacouba Zida                 | 1 ноября 2014    | 18 ноября 2014   | военный                                               | [ комм. 26 ] | глава государства фр. Chef d'état | [ 36 ] [ 37 ] |
| 9               |                 | Мишель Кафандо (1942—) фр. Michel Kafando                                     | 18 ноября 2014   | 17 сентября 2015 | независимый                                           | [ комм. 28 ] | переходный президент фр. Président de transition                                                                                           | [ 38 ] [ 39 ] |
| —               |                 | бригадный генерал Жильбер Дьендере (1960—) фр. Gilbert Diendéré               | 17 сентября 2015 | 23 сентября 2015 | военный (служба безопасности)                         | [ комм. 30 ] | президент Национального совета за демократию фр. Président du Conseil national pour la Démocratie                                          | [ 40 ] [ 41 ] |
| —               |                 | Шериф Мумина Си (1960—) фр. Chérif Moumina Sy                                 | 17 сентября 2015 | 23 сентября 2015 | независимый                                           | [ комм. 30 ] | президент Переходного национального совета фр. Président du Conseil national de transition                                                 | [ 42 ] [ 43 ] |
| 9               |                 | Мишель Кафандо (1942—) фр. Michel Kafando                                     | 23 сентября 2015 | 29 декабря 2015  | независимый                                           | [ комм. 29 ] | переходный президент фр. Président de transition                                                                                           | [ 38 ] [ 39 ] |
| 10 (I—II)       |                 | Рок-Марк-Кристиан Каборе (1957—) фр. Roch Marc Christian Kaboré               | 29 декабря 2015  | 24 января 2022   | Народное движение за прогресс                         | 2015 | президент фасо фр. Président du Faso | [ 44 ] [ 45 ] |
| 10 (I—II)       | 2020            | Рок-Марк-Кристиан Каборе (1957—) фр. Roch Marc Christian Kaboré               | 29 декабря 2015  | 24 января 2022   | Народное движение за прогресс                         | | президент фасо фр. Président du Faso | [ 44 ] [ 45 ] |
| —               |                 | подполковник Поль-Анри Сандаого Дамиба (1981—) фр. Paul-Henri Sandaogo Damiba | 24 января 2022   | 16 февраля 2022  | военный                                               | [ комм. 32 ] | президент Патриотического движения за защиту и восстановление фр. Président du Mouvement patriotique pour la sauvegarde et la restauration | [ 27 ]        |
| 11              | 16 февраля 2022 | подполковник Поль-Анри Сандаого Дамиба (1981—) фр. Paul-Henri Sandaogo Damiba | 30 сентября 2022 | [ комм. 33 ]     | военный                                               | президент Патриотического движения за защиту и восстановление, президент фасо, глава государства фр. Président du Mouvement patriotique pour la sauvegarde et la restauration, Président du Faso, Chef de l'État | [ 28 ] [ 46 ] |               |
| —               |                 | капитан Ибрагим Траоре (1988—) фр. Ibrahim Traoré                             | 30 сентября 2022 | действующий      | военный                                               | [ комм. 34 ] | президент Патриотического движения за защиту и восстановление фр. Président du Mouvement patriotique pour la sauvegarde et la restauration | [ 30 ] [ 47 ] |